# Himne de l'Emirat Islàmic de l'Afganistan
L'himne de l'Emirat Islàmic de l'Afganistan (paixtu: ملی سرود, Millī surūd) va ser anunciat i oficialment adoptat a la Loya jirga del país el maig de 2006. Segons l'article 20 de la constitució del país, l'himne és en paixtu i menciona explícitament l'expressió Al·lahu àkbar («Déu és el més gran») i els noms de diverses tribus del país. La lletra va ser escrita per l'escriptor Abdul Bari Jahani i la música creada pel compositor Babrak Wassa, tots dos exiliats del país a causa de la guerra.
Entre 1943 i 1973, durant el Regne de l'Afganistan l'himne era Schahe ghajur-o-mehrabane ma (‘El nostre rei valent i estimat’), que fou abolit juntament amb la monarquia del país. Durant la República de l'Afganistan s'establí un altre himne escrit per Abdul Rauf Benawa i compost per Abdul Ghafoor Breshna que també va ser reemplaçat durant la República Democràtica de l'Afganistan el 1978.